# 赵佩茹
趙佩茹（1914年—1973年），满族，相声艺人，捧哏大师。拜相声前辈焦少海为师，学说相声。为同代相声演员中最早拜师学艺者，即“门长”。从1930年代起开始崭露头角，因其功底深厚，使活细致入微，倍受同行敬佩。
所表演作品超过110段，其中包括《批三国》、《写对子》；贯口类如《大戏魔》、《八扇屏》、《大保镖》；展现基本功类，如《学四省》、《学四相》、《捧逗争哏》；子母哏类，如《五红图》；歪唱类，如《黄鹤楼》、《全德报》；以及叙事类相声《揭瓦》、《醉点灯》等。
“文革”前，他与马三立为搭档。

## 相声作品
- 《大戏魔》
- 《八扇屏》
- 《学四省》
- 《学四相》
- 《捧逗争哏》
- 《五红图》
- 《黄鹤楼》
- 《全德报》